# Miguel Ángel González
Miguel Ángel González Suárez (Ourense, 1947. december 24. – 2024. február 6.) válogatott spanyol labdarúgó, kapus.

## Pályafutása

### Klubcsapatban
Kezdetben a kézilabdával próbálkozott, de később sportágat váltott és labdarúgó lett. Szinte az egész pályafutását egyetlen klubnál, a Real Madridnál töltötte, melynek színeiben hat spanyol bajnoki címet és öt kupagyőzelmet szerzett. Első szezonjában kölcsönben szerepelt a CD Castellón együttesénél, majd 18 éven keresztül védte a Real Madrid kapuját.
1986 júniusában, 39 évesen vonult vissza.

### A válogatottban
1975 és 1978 között 18 alkalommal szerepelt a spanyol válogatottban. Részt vett az 1978-as és az 1982-es világbajnokságon.

## Sikerei, díjai
Real Madrid
- Spanyol bajnok (6): 1971–72, 1974–75, 1975–76, 1977–78, 1978–79, 1979–80
- Spanyol kupa (5): 1969–70, 1973–74, 1974–75, 1979–80, 1981–82
- UEFA-kupa (1): 1984–85

Egyéni
- Zamora-díj (1): 1975–76
- Don Balón-díj (1): 1975–76

## Statisztika

### Mérkőzései a spanyol válogatottban
| Spanyolország | Spanyolország      | Spanyolország                                   | Spanyolország | Spanyolország | Spanyolország | Spanyolország  | Spanyolország | Spanyolország |
| #             | Dátum              | Helyszín                                        | Hazai         | Eredmény      | Vendég        | Kiírás         | Gólok         | Esemény       |
| ------------- | ------------------ | ----------------------------------------------- | ------------- | ------------- | ------------- | -------------- | ------------- | ------------- |
| 1.            | 1975. október 12.  | Barcelona, Estadio de Sarriá                    | Spanyolország | 2 – 0         | Dánia         | Eb-selejtező   | -             |               |
| 2.            | 1975. november 16. | Bukarest, Augusztus 23. Stadion                 | Románia       | 2 – 2         | Spanyolország | Eb-selejtező   | -             |               |
| 3.            | 1976. május 22.    | München, Olimpia Stadion                        | NSZK          | 2 – 0         | Spanyolország | Eb-negyeddöntő | -             |               |
| 4.            | 1976. október 10.  | Sevilla, Estadio Ramón Sánchez-Pizjuán          | Spanyolország | 1 – 0         | Jugoszlávia   | vb-selejtező   | -             |               |
| 5.            | 1977. február 9.   | Dublin, Lansdowne Road                          | Írország      | 0 – 1         | Spanyolország | barátságos     | -             |               |
| 6.            | 1977. március 27.  | Alicante, Estadio José Rico Pérez               | Spanyolország | 1 – 1         | Magyarország  | barátságos     | -             | 46'           |
| 7.            | 1977. április 16.  | Bukarest, Steaua Stadion                        | Románia       | 1 – 0         | Spanyolország | vb-selejtező   | -             |               |
| 8.            | 1977. november 30. | Belgrád, Crvena zvezda Stadion                  | Jugoszlávia   | 0 – 1         | Spanyolország | vb-selejtező   | -             |               |
| 9.            | 1978. március 29.  | Gijón, Estadio El Molinón                       | Spanyolország | 3 – 0         | Norvégia      | barátságos     | -             | 46'           |
| 10.           | 1978. április 26.  | Granada, Estadio de Los Cármenes                | Spanyolország | 2 – 0         | Mexikó        | barátságos     | -             | 46'           |
| 11.           | 1978. május 24.    | Montevideo, Estadio Centenario                  | Uruguay       | 0 – 0         | Spanyolország | barátságos     | -             | 46'           |
| 12.           | 1978. június 3.    | Buenos Aires, José Amalfitani Stadion (ARG)     | Ausztria      | 2 – 1         | Spanyolország | vb-csoportkör  | -             |               |
| 13.           | 1978. június 7.    | Mar del Plata, José María Minella Stadion (ARG) | Brazília      | 0 – 0         | Spanyolország | vb-csoportkör  | -             |               |
| 14.           | 1978. június 11.   | Buenos Aires, José Amalfitani Stadion (ARG)     | Spanyolország | 1 – 0         | Svédország    | vb-csoportkör  | -             |               |
| 15.           | 1978. október 4.   | Zágráb, Maksimir Stadion                        | Jugoszlávia   | 1 – 2         | Spanyolország | Eb-selejtező   | -             |               |
| 16.           | 1978. november 8.  | Párizs, Parc des Princes                        | Franciaország | 1 – 0         | Spanyolország | barátságos     | -             |               |
| 17.           | 1978. november 15. | Valencia, Estadio Luís Casanova                 | Spanyolország | 1 – 0         | Románia       | Eb-selejtező   | -             |               |
| 18.           | 1978. december 13. | Salamanca, Estadio Helmántico                   | Spanyolország | 5 – 0         | Ciprus        | Eb-selejtező   | -             |               |
|               | Összesen           |                                                 |               | 18            | mérkőzés      |                | 0             | gól           |

## Külső hivatkozások
- Miguel Ángel González adatlapja a National-Football-Teams.com oldalon (angolul)

- Miguel Ángel González (angol nyelven). eu-football.info
- Miguel Ángel González (angol, katalán, spanyol nyelven). BDFutbol.com

| Előző Pirri | a Real Madrid CF csapatkapitánya 1980–1986 | Következő Santillana |